# 紅亞爾區 (薩馬拉州)

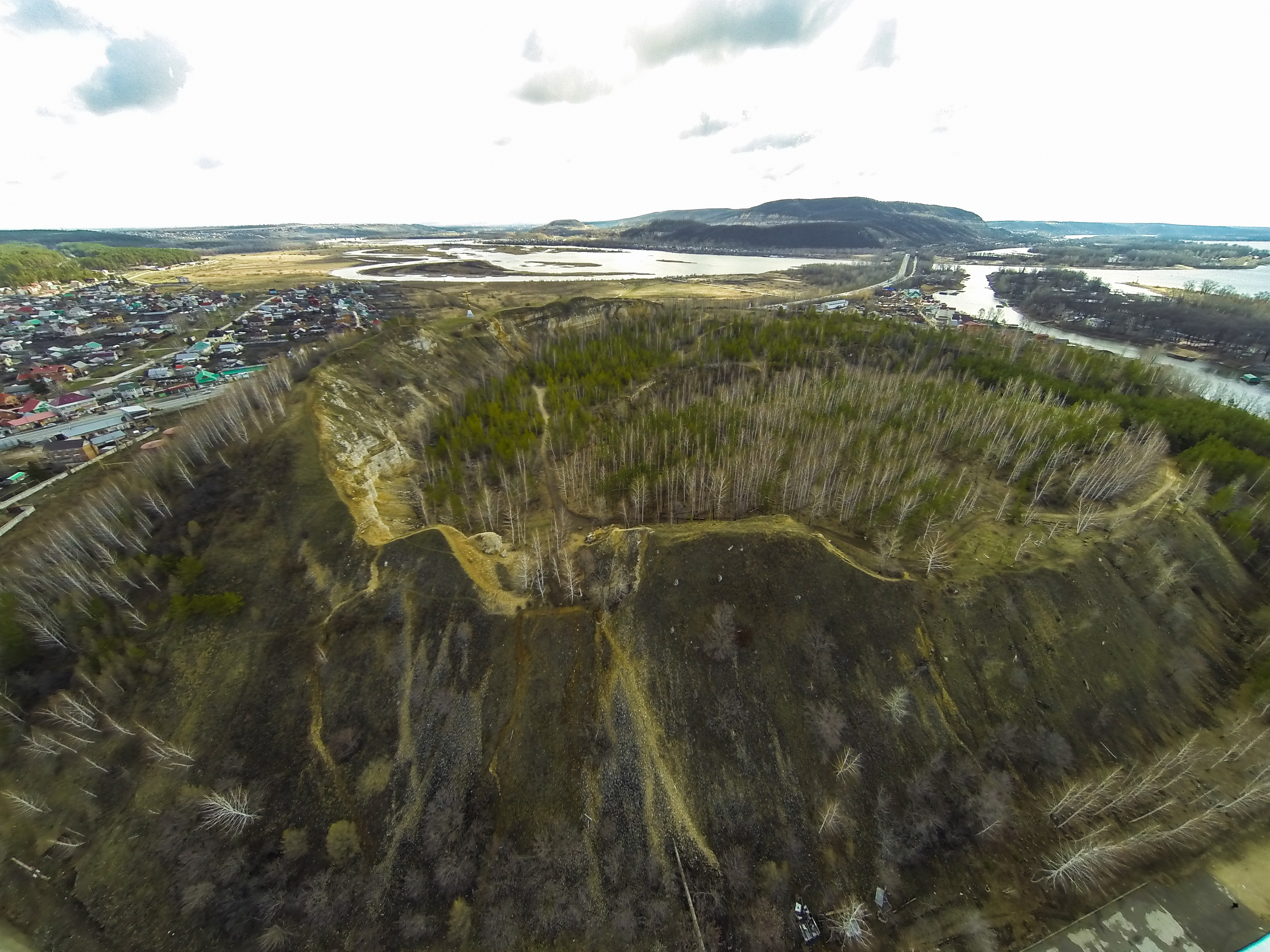

53°29′56″N 50°24′14″E / 53.49889°N 50.40389°E
紅亞爾區（俄语：Красноярский район），是俄羅斯的一個區，位於該國西南部，由薩馬拉州負責管轄，面積2,310平方公里，2010年人口54,479，人口密度每平方公里23.58人。